# August Adler
August Adler (Troppau, 1863. január 24. – Bécs, 1923. október 17.) osztrák matematikus.

## Élete
Alapfokú tanulmányait szülővárosában végezte, majd 1879-től a Bécsi Műszaki Egyetemen és a Bécsi Egyetemen tanult. 1884-ben szerzett doktori fokozatot. 1885-től csillagászati és geodéziai asszisztens, 1888-tól tanár a bécsi Döll's Realschulében. 1890-ben Klagenfurtban dolgozott, 1891-től a pilseni német reáliskola tanára lett. 1895-ben lett a prágai német reáliskola professzora. 1901-ben habilitált, s a prágai Német Műszaki Egyetem professzora lett. 1906-ban a Bécsi Műszaki Egyetem magántanára s a Bécsi Állami Iskola igazgatója volt.
1906-ban Lorenzo Mascheroni 1797-es tételének új, inverzión alapuló bizonyítását adta ki, amely szerint körzővel és vonalzóval végzett geometriai szerkesztések csak egy körző segítségével is végrehajthatók (Mohr–Mascheroni-tétel). Több könyvet publikált a ábrázoló geometria, algebrai geometria, matematikai pedagógia, stb. terén. 1909-ben logaritmustáblázatokat jelentetett meg.

## Válogatott munkái
- Zur Theorie der Mascheronischen Konstruktionen, Sitzungsberichte Akad. Wiss. Bécs, Math.-Naturw. Klasse, 1890, p. 910–916
- Theorie der geometrischen Konstruktionen, Lipcse, 1906
- Einführung in die Geometrie. Lehr- und Übungsbuch für die 1. Klasse der Realschule, Bécs: Hölder 1908
- Grundriss der Geometrie. Lehr- und Übungsbuch für Realschulen. 1. Teil für die 2. Klasse der Realschule, Bécs: Hölder 1908
- Fünfstellige Logarithmen, Lipcse, 1909

## Külső hivatkozások
- Theorie der geometrischen Konstruktionen című munkája online változata

## Fordítás
- Ez a szócikk részben vagy egészben  az   August Adler című német Wikipédia-szócikk ezen változatának fordításán alapul.  Az eredeti cikk szerkesztőit annak laptörténete sorolja fel. Ez a jelzés csupán a megfogalmazás eredetét és a szerzői jogokat jelzi, nem szolgál a cikkben szereplő információk forrásmegjelöléseként.